# Rybníček (district de Havlíčkův Brod)
Pour les articles homonymes, voir Rybníček.
Rybníček (en allemand : Ribnitschek) est une commune du district de Havlíčkův Brod, dans la région de Vysočina, en République tchèque. Sa population s'élevait à 61 habitants en 2020.

## Géographie
Rybníček se trouve à 3 km au nord-est de Habry, à 20 km au nord-nord-ouest de Havlíčkův Brod, à 42 km au nord de Jihlava et à 84 km au sud-est de Prague.
La commune est limitée par Vilémov au nord, par Leškovice à l'est, par Vepříkov au sud, et par Habry au sud-ouest et à l'ouest.

## Histoire
La première mention écrite du village date de 1552. Il se trouve dans la région historique de Bohême.

## Transports
Par la route, Rybníček se trouve à 6,3 km de Golčův Jeníkov, à 21 km de Havlíčkův Brod, à 47,5 km de Jihlava et à 98 km de Prague.